# 赤峰陳曲
赤峰陈曲是因产于内蒙古赤峰的一系列白酒。源于康熙年间山西太谷晋商曹氏家族在当地开设的“乾御兴烧锅”，和太谷晋商张氏家族在当地于1736年成立的“元隆烧锅”。抗战时包括元隆烧锅在内的酒坊大多倒闭；“乾御兴烧锅”被日伪霸占，改为“酒业组合”；战后被民国政府以敌产接收，1947年第二次国共内战当地易手后，当局于1950改名为赤峰酒厂，后数度易名。1959年，酒厂以宋朝司马光的《客中初夏》中“更无柳絮因风起，惟有葵花向日倾”为源注册“向阳牌”商标。除白酒外，还生产过黄酒，但因销路不大而终止。而向阳牌赤峰陈曲酒是酒厂于1970年代末为提高品质，以廊坊食品发酵研究所的“泸型酒微生物的选育及防止窖泥老化”和“己酸菌人工培养”的科研成果提升酿造工艺，并与辽宁大学生物系合作，以“增(加)己(己酸乙酯)和降(低)乳(乳酸乙酯)”的科研成果改良窖池，以高粱为主料，用河内白曲制麸曲为糖化发酵剂，用5种产酯酵母为发酵剂，于1979年研制成功的麸曲浓香型白酒。